# Ricki Lake
Ricki Pamela Lake (Hastings-on-Hudson, 21 settembre 1968) è un'attrice e produttrice televisiva statunitense.

## Biografia
Nata ad Hastings-on-Hudson, nello stato di New York, da una famiglia ebraica, debutta come attrice nel film Grasso è bello, cult del 1988 diretto da John Waters, nel ruolo della protagonista. Famosa anche per aver interpretato Pepper Walker in Cry Baby e Misty, la figlia de La signora ammazzatutti nel 1994 con Kathleen Turner, sempre con la regia di John Waters.

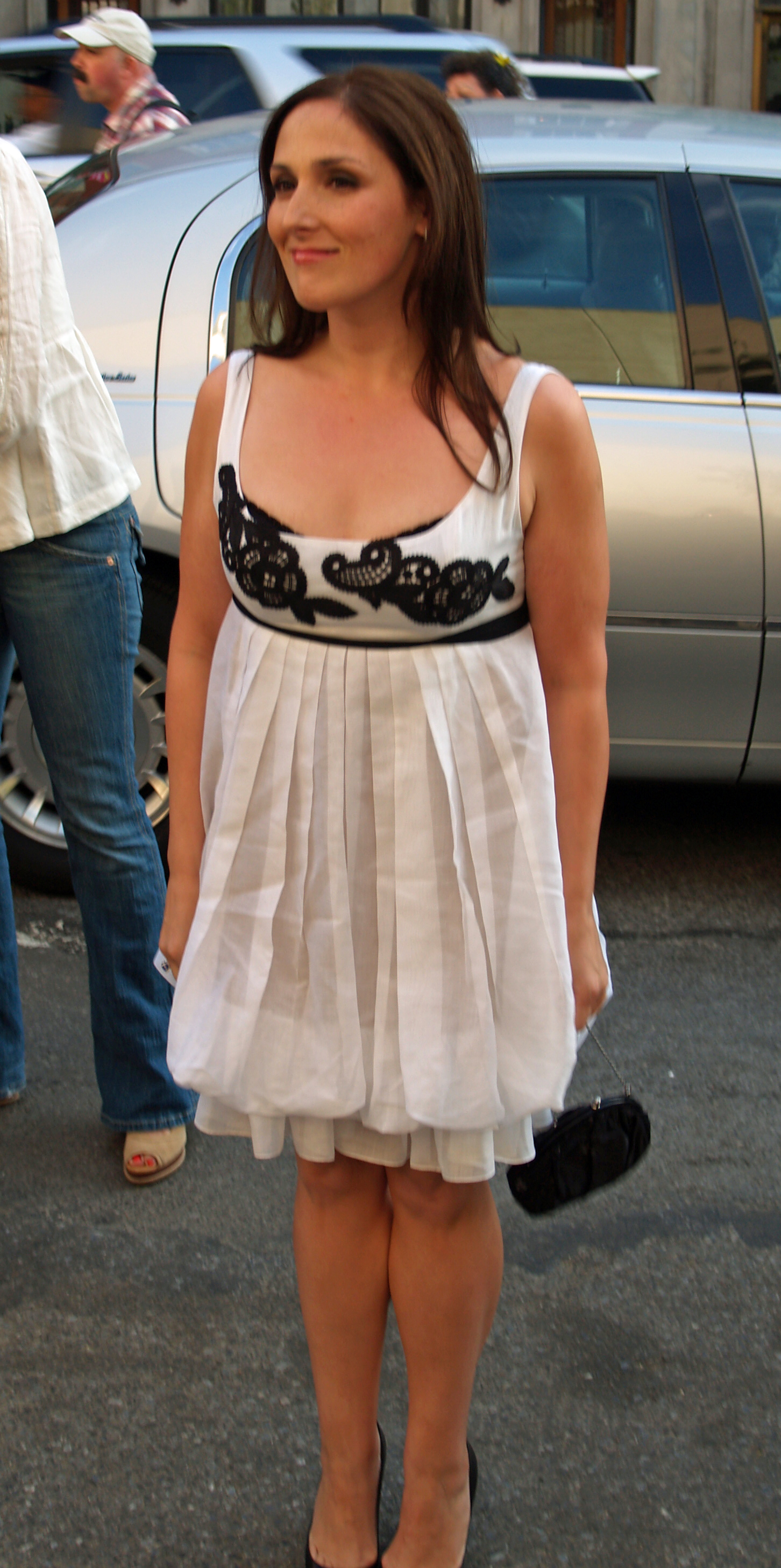
Lake nell'aprile 2007, alla première di The Business of Being Born

## Filmografia parziale
- Grasso è bello (Hairspray), regia di John Waters (1988)
- Una donna in carriera (Working Girl), regia di Mike Nichols (1988)
- Cookie, regia di Susan Seidelman (1989)
- Ultima fermata Brooklyn (Last Exit to Brooklyn), regia di Uli Edel (1989)
- Cry Baby (Cry-Baby), regia di John Waters (1990)
- I dannati di Hollywood (Where the Day Takes You), regia di Mark Rocco (1992)
- Buffy l'ammazzavampiri (Buffy the Vampire Slayer), regia di Fran Rubel Kuzui (1992)
- Crociera fuori programma (Cabin Boy), regia di Adam Resnick (1994)
- La signora ammazzatutti (Serial Mom), regia di John Waters (1994)
- Scambio di identità (Mrs. Winterbourne), regia di Richard Benjamin (1996)
- A morte Hollywood (Cecil B. DeMented), regia di John Waters (2000)
- Hairspray - Grasso è bello (Hairspray), regia di Adam Shankman (2007)

## Doppiatrici italiane
- Tiziana Avarista in Scambio d'identità
- Patrizia Burul in I dannati di Hollywood
- Cristiana Lionello in La signora ammazzatutti
- Ilaria Stagni in Grasso è bello